# Pandanobasis curacha
Pandanobasis curacha is een libellensoort uit de familie van de waterjuffers (Coenagrionidae), onderorde juffers (Zygoptera). De wetenschappelijke naam van de soort is in 2012 voor het eerst geldig gepubliceerd door R.J.T. Villanueva. De naam curacha is een lokaal woord op de vindplaats voor een traditionele dans.
De soort komt voor op de Filipijnse eilanden Samar, Biliran, Homonhon en Mindanao.
1. ↑  (en) Pandanobasis curacha op de IUCN Red List of Threatened Species.